# Rivero (Cantabria)
Rivero es una localidad española, capital del municipio de San Felices de Buelna, perteneciente a la comunidad autónoma de Cantabria.

## Toponimia
El nombre del lugar puede encontrarse escrito con las grafías Rivero y Ribero.

## Geografía
La localidad está situada a 78 m s. n. m. y a 38 kilómetros de la capital cántabra, Santander.

## Historia
Hacia mediados del siglo XIX, el lugar era referido como una aldea ya por entonces perteneciente al municipio de San Felices de Buelna. Aparece descrito en el decimotercer volumen del Diccionario geográfico-estadístico-histórico de España y sus posesiones de Ultramar de Pascual Madoz con las siguientes palabras:

RIBERO: ald. en la prov. y dióc. de Santander, part. jud. de Torrelavega, aud. terr. y c. g. de Búrgos, ayunt. de San Felices de Buelna. sit. en el valle de este último nombre; su clima es bastante sano. Tiene igl. parr. (San Feliz) comun á Tarriba y Jain, servida por unc ura y un beneficiado de presentacion del diocesano y vec. del pueblo; 2 ermitas, y buenas aguas potables. Para lo demas (V. el art. de Felices de Buelna (San) concejo. El 27 de junio de 1836 el general Tello se situó en Ribero contramarchando desde Arrieta para oponerse á la direccion que tomaba la division espedicionaria del carlista Gomez, que se disponia á invadir la Castilla para pasar á Asturias, con cinco batallones, dos escuadrones y dos piezas de artilleria. La mayor parte de las fuerzas de Tello eran quintos y visoños. Albuin estaba observando con la caballeria este punto y el de Villasante. Lo despejado del terreno y la obligacion de impedir á todo trance el paso de los carlistas á Castilla, empeñaron á Tello en una accion que presentia perdida. Se posicionó; los carlistas se apoderaron del bosque de Ribero; rompió el fuego que duró hasta las cuatro de la tarde; la victoria estaba por las feurzas de Tello. Pero disponiéndose este á tomar posicion en la carretera, Gomez que habia sido reforzado con tres batallones pasó el riach. teatro de la anterior lucha y ofreció nuevo combate. Tello escaso de fuerzas y mas de municiones hubiese querido escusarlo y permaneció á la defensiva: pero sus soldados hubieron de quemar hasta el último cartucho; se presentó la caballeria carlista y en vano se estremaron los esfuerzos, distinguiéndose especialmente el bravo Albuin cargando dos y mas veces con sus valientes ligeros: la division descabezó en dos direcciones, una á Villarcayo otra á Espinosa. El campo quedó por los carlistas que hicieron muchos prisioneros. Tello se retiró por las montañas de Santander con solos 120 hombres.
(Madoz, 1849, p. 468)

En 2023, la entidad singular de población de Rivero tenía empadronados 450 habitantes, todos ellos en el núcleo de población de ese nombre.

## Patrimonio
Destaca del lugar la iglesia de San Félix, declarada bien de interés local en el año 2004.